# Uppsala-ESO Survey of Asteroids and Comets

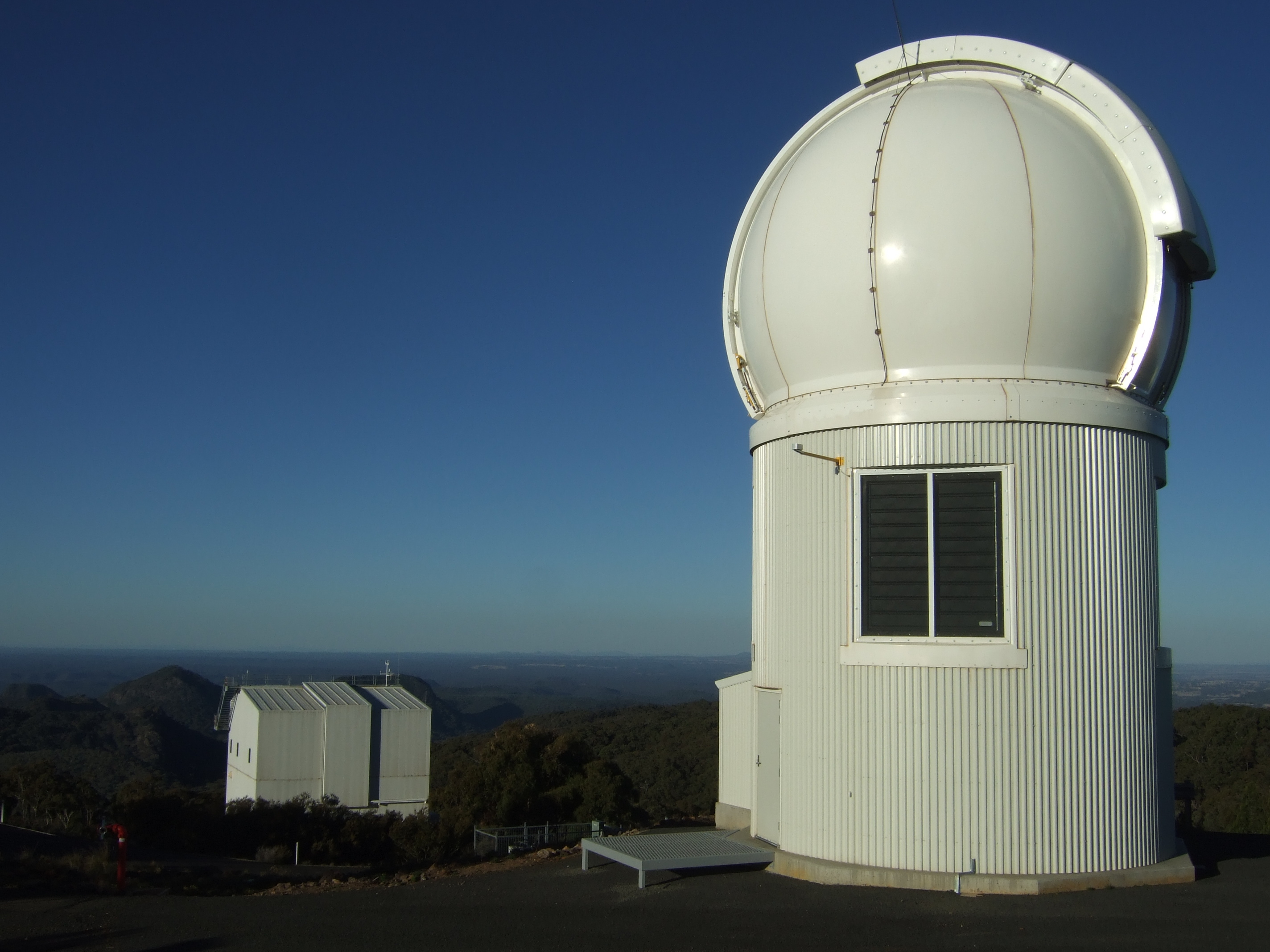
El telescopio SkyMapper en Siding Spring.

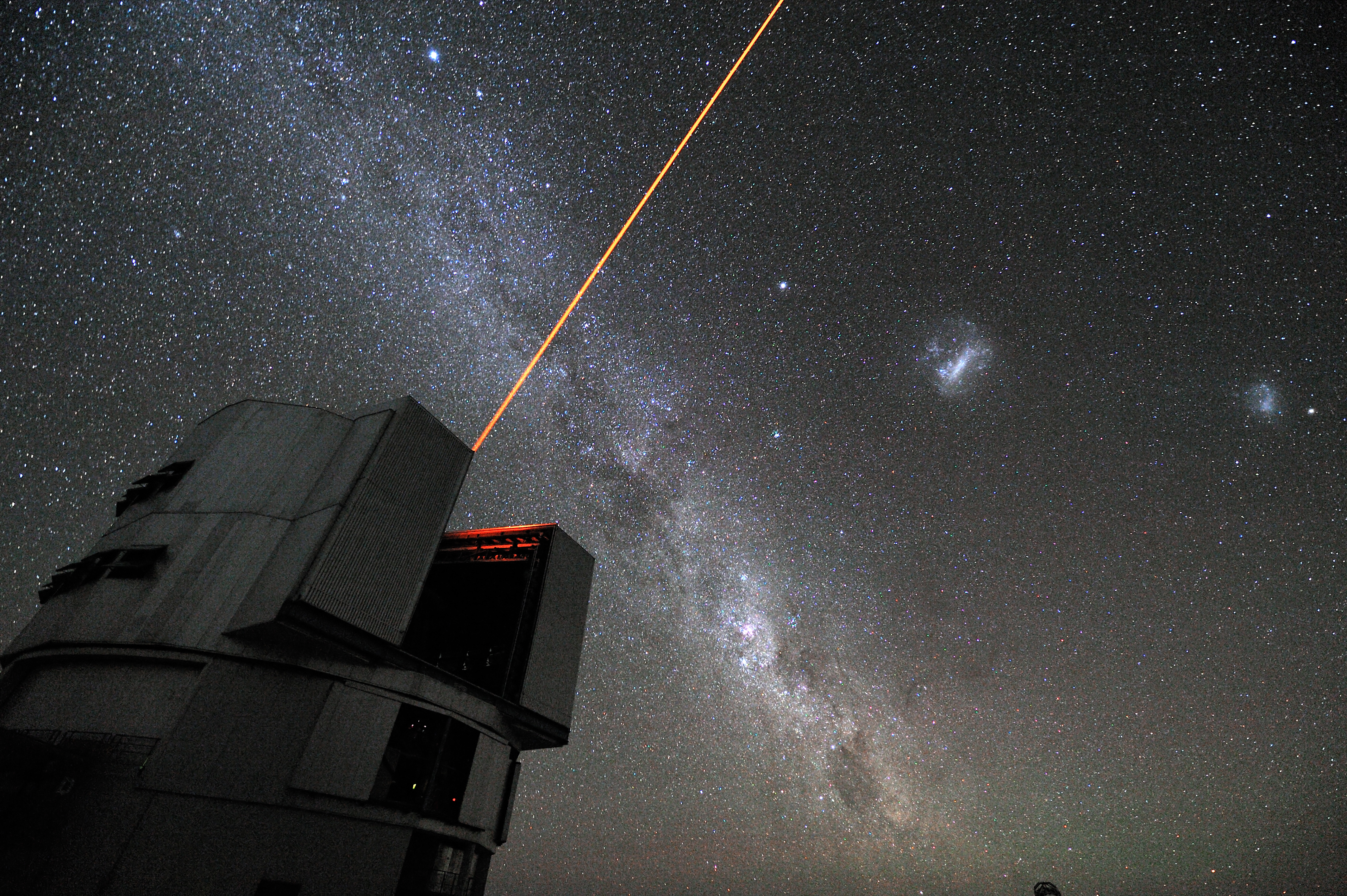
Láser guía de uno de los telescopios en Chile.

El Uppsala-ESO Survey of Asteroids and Comets (UESAC) fue un programa de investigación sobre asteroides que tuvo lugar entre 1992 y 1993.
El UESAC investigó un gran número de asteroides, detectó más de 15.000 objetos en movimiento, dos o más posiciones fueron aseguradas para alrededor de 3400 asteroides, de los cuales se calculó la órbita para 2500. La mayoría de estos asteroides no se había detectado previamente. También se obtuvieron las posiciones astronómicas de los satélites jovianos exteriores J VI-XIII, cuya detección anterior mediante telescopio era débil.
Las observaciones se llevaron a cabo en Chile por el Observatorio Europeo Austral y por el Observatorio anglo-australiano en Siding Spring de Australia.
Los detalles del programa se publicaron en 1996 y en 1997.

## Asteroides descubiertos
| Asteroides descubiertos: 1065 La tabla enumera sólo los asteroides que tienen un nombre | Asteroides descubiertos: 1065 La tabla enumera sólo los asteroides que tienen un nombre |
| --------------------------------------------------------------------------------------- | --------------------------------------------------------------------------------------- |
| (6102) Visby                                                                            | 21 de marzo de 1993                                                                     |
| (6252) Montevideo                                                                       | 6 de marzo de 1992                                                                      |
| (6273) Kiruna                                                                           | 1º de marzo de 1992                                                                     |
| (6528) Boden                                                                            | 21 de marzo de 1993                                                                     |
| (6654) Lulea                                                                            | 29 de febrero de 1992                                                                   |
| (6666) Fro                                                                              | 19 de marzo de 1993                                                                     |
| (6739) Tarendo                                                                          | 19 de marzo de 1993                                                                     |
| (6795) Ornskoldsvik                                                                     | 17 de marzo de 1993                                                                     |
| (6796) Sundsvall                                                                        | 21 de marzo de 1993                                                                     |
| (6797) Ostersund                                                                        | 21 de marzo de 1993                                                                     |
| (7248) Alvsjo                                                                           | 1º de marzo de 1992                                                                     |
| (7292) Prosperin                                                                        | 1º de marzo de 1992                                                                     |
| (7528) Huskvarna                                                                        | 19 de marzo de 1993                                                                     |
| (7595) Vaxjo                                                                            | 21 de marzo de 1993                                                                     |
| (7704) Dellen                                                                           | 1º de marzo de 1992                                                                     |
| (7705) Humeln                                                                           | 17 de marzo de 1993                                                                     |
| (7706) Mien                                                                             | 19 de marzo de 1993                                                                     |
| (7770) Siljan                                                                           | 2 de marzo de 1992                                                                      |
| (7771) Tvaren                                                                           | 2 de marzo de 1992                                                                      |
| (7833) Nilstamm                                                                         | 19 de marzo de 1993                                                                     |
| (8677) Charlier                                                                         | 2 de marzo de 1992                                                                      |
| (8678) Bal                                                                              | 1º de marzo de 1992                                                                     |
| (8679) Tingstade                                                                        | 2 de marzo de 1992                                                                      |
| (8680) Rone                                                                             | 2 de marzo de 1992                                                                      |
| (8681) Burs                                                                             | 2 de marzo de 1992                                                                      |
| (8682) Kraklingbo                                                                       | 2 de marzo de 1992                                                                      |
| (8683) Sjolander                                                                        | 2 de marzo de 1992                                                                      |
| (8695) Bergvall                                                                         | 17 de marzo de 1993                                                                     |
| (8696) Kjeriksson                                                                       | 17 de marzo de 1993                                                                     |
| (8697) Olofsson                                                                         | 21 de marzo de 1993                                                                     |
| (8698) Bertilpettersson                                                                 | 19 de marzo de 1993                                                                     |
| (8868) Hjorter                                                                          | 1º de marzo de 1992                                                                     |
| (8869) Olausgutho                                                                       | 6 de marzo de 1992                                                                      |
| (8870) von Zeipel                                                                       | 6 de marzo de 1992                                                                      |
| (8871) Svanberg                                                                         | 1º de marzo de 1992                                                                     |
| (8881) Prialnik                                                                         | 19 de marzo de 1993                                                                     |
| (9055) Edvardsson                                                                       | 29 de febrero de 1992                                                                   |
| (9056) Piskunov                                                                         | 1º de marzo de 1992                                                                     |
| (9358) Faro                                                                             | 29 de febrero de 1992                                                                   |
| (9359) Fleringe                                                                         | 6 de marzo de 1992                                                                      |
| (9372) Vamlingbo                                                                        | 19 de marzo de 1993                                                                     |
| (9373) Hamra                                                                            | 19 de marzo de 1993                                                                     |
| (9374) Sundre                                                                           | 19 de marzo de 1993                                                                     |
| (9617) Grahamchapman                                                                    | 17 de marzo de 1993                                                                     |
| (9618) Johncleese                                                                       | 17 de marzo de 1993                                                                     |
| (9619) Terrygilliam                                                                     | 17 de marzo de 1993                                                                     |
| (9620) Ericidle                                                                         | 17 de marzo de 1993                                                                     |
| (9621) Michaelpalin                                                                     | 21 de marzo de 1993                                                                     |
| (9622) Terryjones                                                                       | 21 de marzo de 1993                                                                     |
| (9623) Karlsson                                                                         | 21 de marzo de 1993                                                                     |
| (10102) Digerhuvud                                                                      | 29 de febrero de 1992                                                                   |
| (10103) Jungfrun                                                                        | 29 de febrero de 1992                                                                   |
| (10104) Hoburgsgubben                                                                   | 2 de marzo de 1992                                                                      |
| (10105) Holmhallar                                                                      | 6 de marzo de 1992                                                                      |
| (10106) Lergrav                                                                         | 1º de marzo de 1992                                                                     |
| (10123) Fideoja                                                                         | 17 de marzo de 1993                                                                     |
| (10124) Hemse                                                                           | 21 de marzo de 1993                                                                     |
| (10125) Stenkyrka                                                                       | 21 de marzo de 1993                                                                     |
| (10126) Larbro                                                                          | 21 de marzo de 1993                                                                     |
| (10127) Fröjel                                                                          | 21 de marzo de 1993                                                                     |
| (10128) Bro                                                                             | 19 de marzo de 1993                                                                     |
| (10129) Fole                                                                            | 19 de marzo de 1993                                                                     |
| (10130) Ardre                                                                           | 19 de marzo de 1993                                                                     |
| (10131) Stånga                                                                          | 21 de marzo de 1993                                                                     |
| (10132) Lummelunda                                                                      | 20 de marzo de 1993                                                                     |
| (10544) Hörsnebara                                                                      | 29 de febrero de 1992                                                                   |
| (10545) Källunge                                                                        | 2 de marzo de 1992                                                                      |
| (10553) Stenkumla                                                                       | 17 de marzo de 1993                                                                     |
| (10554) Västerhejde                                                                     | 19 de marzo de 1993                                                                     |
| (10794) Vänge                                                                           | 29 de febrero de 1992                                                                   |
| (10795) Babben                                                                          | 1º de marzo de 1992                                                                     |
| (10796) Sollerman                                                                       | 2 de marzo de 1992                                                                      |
| (10807) Uggarde                                                                         | 17 de marzo de 1993                                                                     |
| (10808) Digerrojr                                                                       | 17 de marzo de 1993                                                                     |
| (10809) Majsterrojr                                                                     | 17 de marzo de 1993                                                                     |
| (10810) Lejsturojr                                                                      | 17 de marzo de 1993                                                                     |
| (10811) Lau                                                                             | 17 de marzo de 1993                                                                     |
| (10812) Grotlingbo                                                                      | 21 de marzo de 1993                                                                     |
| (10813) Masterby                                                                        | 19 de marzo de 1993                                                                     |
| (10814) Gnisvärd                                                                        | 19 de marzo de 1993                                                                     |
| (10815) Östergarn                                                                       | 19 de marzo de 1993                                                                     |
| (11907) Näränen                                                                         | 2 de marzo de 1992                                                                      |
| (13991) Kenphillips                                                                     | 17 de marzo de 1993                                                                     |
| (13101) Fransson                                                                        | 19 de marzo de 1993                                                                     |
| (13992) Cesarebarbieri                                                                  | 17 de marzo de 1993                                                                     |
| (13993) Clemenssimmer                                                                   | 17 de marzo de 1993                                                                     |
| (13994) Tuominen                                                                        | 17 de marzo de 1993                                                                     |
| (13995) Toravere                                                                        | 19 de marzo de 1993                                                                     |